# Azerables
Azerables, auf Lateinisch „Acer abulus“, ist eine Gemeinde im Zentralmassiv in Frankreich. Sie gehört zur Region Nouvelle-Aquitaine, zum Département Creuse, zum Arrondissement Guéret und zum Kanton Dun-le-Palestel.

## Geographie
Die Gemeinde wird von den Flüssen Anglin und Abloux durchquert, die auch hier entspringen. An der südlichen Gemeindegrenze verläuft die Chaume.
Sie grenzt im Westen an Les Grands-Chézeaux, im Nordwesten an Mouhet, im Nordosten an Saint-Sébastien, im Osten an Bazelat, im Südosten an Saint-Agnant-de-Versillat, im Süden an Vareilles und im Südwesten an Saint-Sulpice-les-Feuilles. In der Gemeindegemarkung befinden sich zahlreiche kleine Stauseen, darunter der Étang de la Chaume.

## Bevölkerungsentwicklung
| Jahr      | 1962 | 1968 | 1975 | 1982 | 1990 | 1999 | 2008 | 2013 |
| --------- | ---- | ---- | ---- | ---- | ---- | ---- | ---- | ---- |
| Einwohner | 1297 | 1258 | 1136 | 1033 | 1019 | 958  | 890  | 868  |

## Sehenswürdigkeiten
- Gotische Kapelle, Monument historique
- Kirche Saint-Georges, ebenfalls ein Monument historique

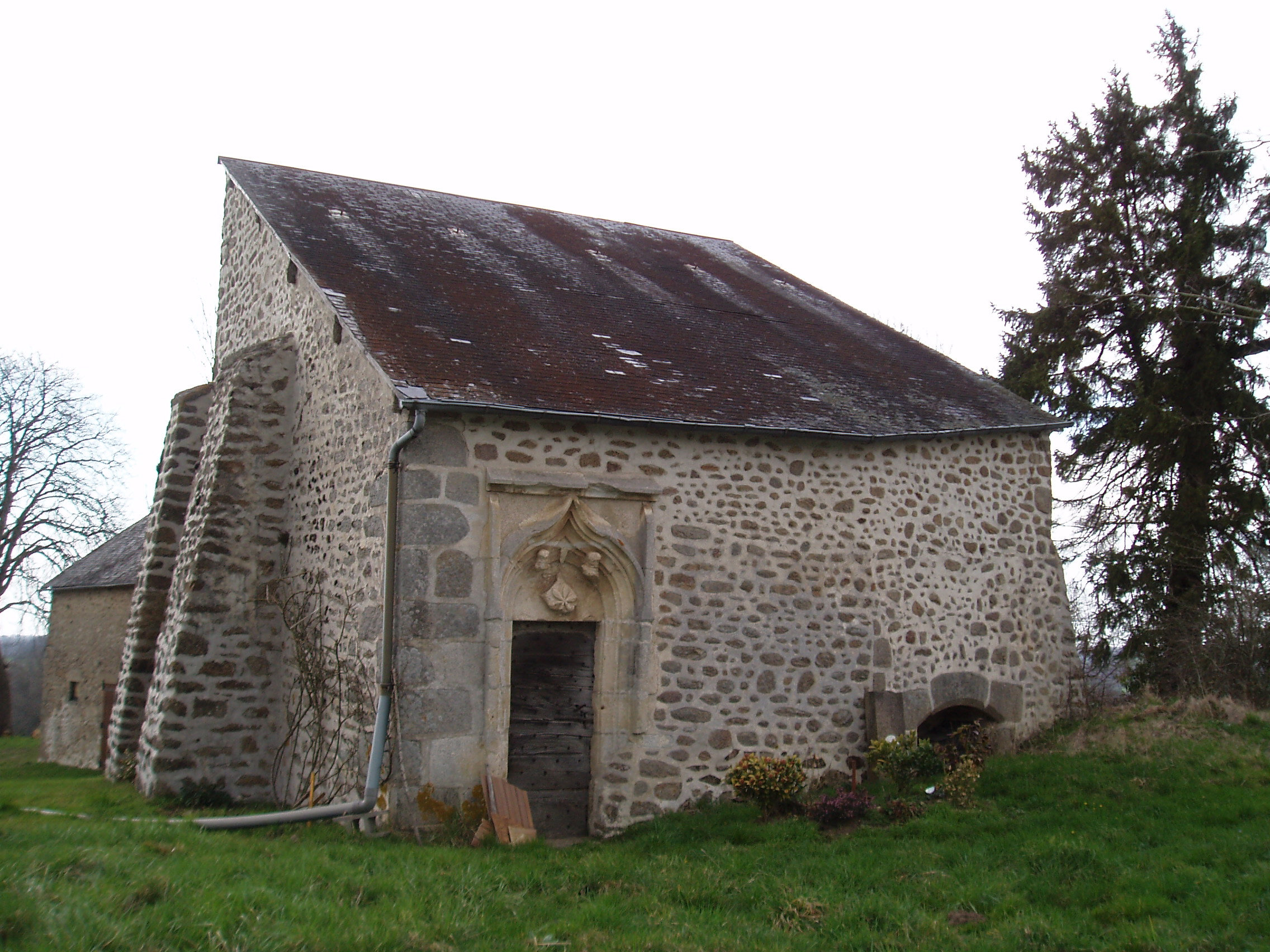
Gotische Kapelle
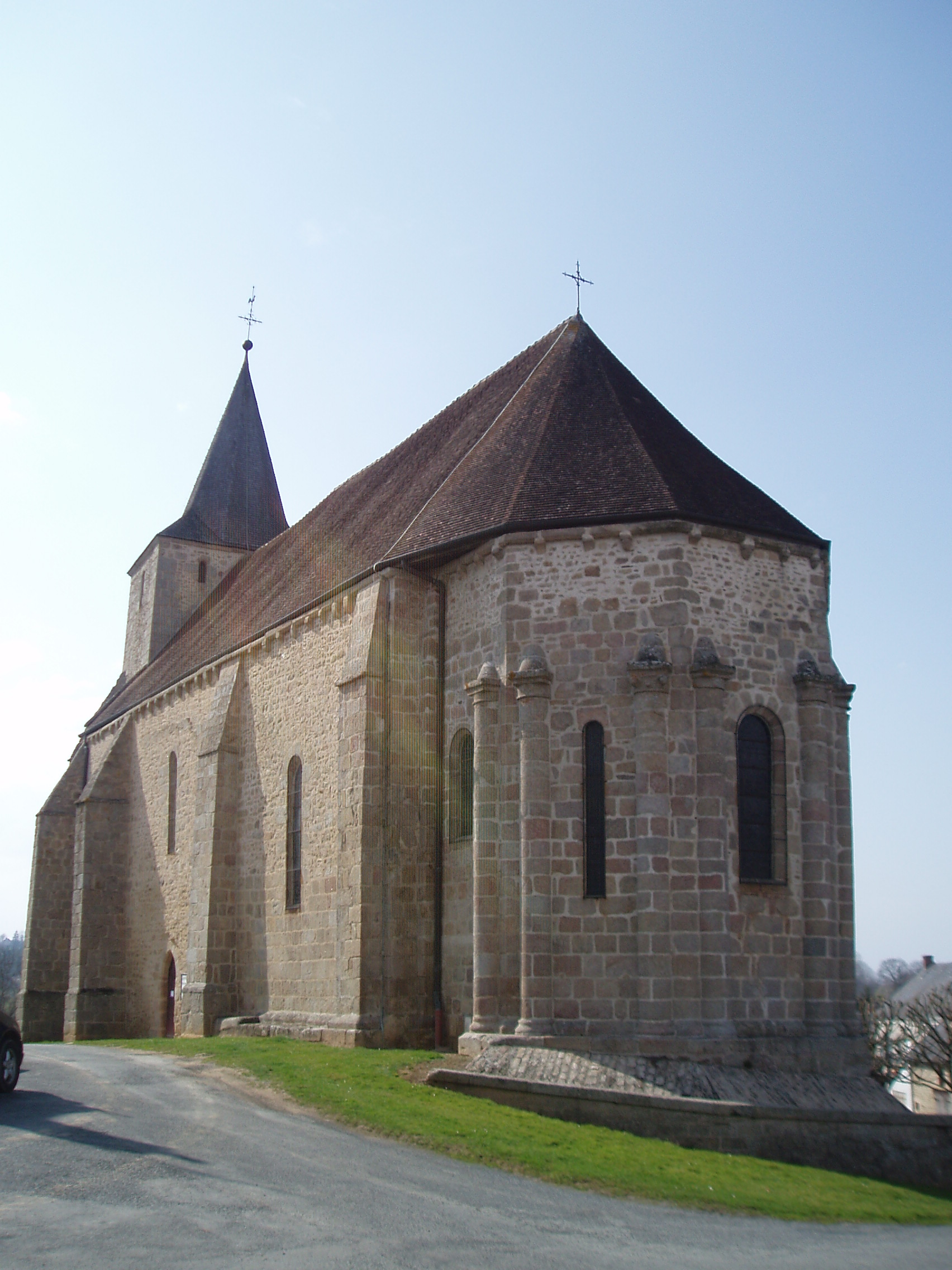
Kirche Saint-Georges

## Persönlichkeiten
- Léonard-Léopold Forgemol de Bostquénard (1821–1897), General